# Minas (álbum)
| Críticas profissionais | Críticas profissionais |
| Avaliações da crítica  | Avaliações da crítica  |
| Fonte                  | Avaliação              |
| ---------------------- | ---------------------- |
| Allmusic               | [ 1 ]                  |

Minas é o sétimo álbum de estúdio do cantor, violonista e compositor brasileiro Milton Nascimento lançado pela gravadora EMI-Odeon em 1975. A origem do título do disco Minas, deve-se a um garoto chamado Rúbio que juntou as primeiras sílabas do nome e sobrenome do cantor e sugeriu como título para o próximo trabalho do artista. O disco segue a trazer a mesma fórmula dos discos anteriores: produção de Ronaldo Bastos, com direção musical e arranjos de Wagner Tiso. Minas apresenta músicas como "Fé Cega, Faca Amolada", "Paula e Bebeto" feita com Caetano Veloso, "Ponta de Areia", "Idolatrada", "Saudade dos Aviões da Panair", sendo estas músicas conhecidas deste álbum. O instrumental de "Leila (Venha Ser Feliz)" tem como base principal a faixa Milagre dos Peixes, do álbum homônimo de 1973. A capa e a contracapa apresentam a mesma imagem, o close do rosto de Milton e o título Minas.

## Faixas
| Lado A |                                |                                   |         |  |
| N.º    | Título                         | Compositor(es)                    | Duração |  |
| 1.     | "Minas"                        | Novelli                           | 2:31    |  |
| 2.     | "Fé Cega, Faca Amolada"        | Milton Nascimento, Ronaldo Bastos | 4:35    |  |
| 3.     | "Beijo Partido"                | Toninho Horta                     | 3:50    |  |
| 4.     | "Saudade dos Aviões da Panair" | Milton Nascimento, Fernando Brant | 4:27    |  |
| 5.     | "Gran Circo"                   | Milton Nascimento, Márcio Borges  | 3:32    |  |

| Lado B |                           |                                   |         |  |
| N.º    | Título                    | Compositor(es)                    | Duração |  |
| 6.     | "Ponta de Areia"          | Milton Nascimento, Fernando Brant | 4:30    |  |
| 7.     | "Trastevere"              | Milton Nascimento, Ronaldo Bastos | 4:20    |  |
| 8.     | "Idolatrada"              | Milton Nascimento, Fernando Brant | 4:45    |  |
| 9.     | "Leila (Venha Ser Feliz)" | Milton Nascimento                 | 3:27    |  |
| 10.    | "Paula e Bebeto"          | Milton Nascimento, Caetano Veloso | 2:15    |  |
| 11.    | "Simples"                 | Nelson Angelo                     | 2:13    |  |

| Faixas bônus da edição remasterizada em CD (1994) |                                        |                             |         |  |
| N.º                                               | Título                                 | Compositor(es)              | Duração |  |
| 12.                                               | "Norwegian Wood (This Bird Has Flown)" | John Lennon, Paul McCartney | 6:53    |  |
| 13.                                               | "Caso Você Queira Saber"               | Beto Guedes, Márcio Borges  | 3:25    |  |

## Ficha Técnica

### Músicos
- Milton Nascimento: voz, violão, piano, palmas em "Idolatrada"
- Wagner Tiso: piano, piano elétrico e órgão
- Beto Guedes: voz em  "Fé Cega, Faca Amolada", violão e vocalise em "Minas", percussão em "Saudade dos Aviões da Panair (Conversando no Bar)" e "Paula e Bebeto" e vocais
- Toninho Horta: guitarras e violões, percussão em "Paula e Bebeto" e flauta em "Idolatrada"
- Nelson Angelo: violão em "Paula e Bebeto" "Simples", palmas em "Idolatrada"
- Novelli: baixo e baixo acústico em "Simples", piano em "Leila (Venha Ser Feliz)", percussão em "Paula e Bebeto"
- Nivaldo Ornelas: saxofones sopranos, tenor, flautas e palmas em "Idolatrada"
- Paulinho Braga: bateria e percussão, exceto na faixa "Leila (Venha Ser Feliz)", surdo em "Paula e Bebeto" e palmas em "Idolatrada"
- Tenório Júnior: órgão em "Simples" e percussão em "Paula e Bebeto"
- Edison Machado: bateria em "Leila (Venha Ser Feliz)" e "Paula e Bebeto"
- Chico Batera: marimbas em "Fé Cega, Faca Amolada"
- Fafá de Belém: vocalise em "Gran Circo"
- Gegê: palmas em "Idolatrada" e percussão em "Paula e Bebeto"
- MPB4: vocais em "Trastevere"
- Golden Boys: vocais em "Trastevere"
- Nana Caymmi: vocais em "Trastevere"
- Lizzie Bravo: vocais em "Saudade dos Aviões da Panair (Conversando no Bar)", "Trastevere",  "Leila (Venha Ser Feliz)", "Paula e Bebeto"
- Joyce: vocais em "Saudade dos Aviões da Panair (Conversando no Bar)", "Trastevere",  "Leila (Venha Ser Feliz)", "Paula e Bebeto"
- Tavinho Moura: vocais em "Saudade dos Aviões da Panair (Conversando no Bar)", "Leila (Venha Ser Feliz)"
- Fernando Leporace: vocas em "Saudade dos Aviões da Panair (Conversando no Bar)", "Leila (Venha Ser Feliz)"

### Produção
- Gravado nos Estúdios EMI-Odeon, Rio de Janeiro, 1975
- Gravação: Toninho e Dacy
- Assistente de gravação: Serginho
- Remixagem: Nivaldo Duarte
- Corte: Osmar Furtado
- Montagem: Ladamir
- Produção artística: Ronaldo Bastos
- Supervisão musical: Milton Nascimento
- Ambientação musical: Wagner Tiso e Milton Nascimento
- Assistente de produção: Toninho Vicente
- Contra-regra: Ivanzinho
- Cafezinho: Seu Nonato Capa: Cafi, Noguchi e Ronaldo Bastos
- Lay-out/arte: Noguchi, Wanderlen e Barbosa
- Foto: Cafi
- Desenho: Milton Nascimento

## Ligações Externas
- Minas no Sítio Discogs.
- Minas no Sítio do Immub.